# Milanovići (kanton bośniacko-podriński)
Milanovići – wieś w Bośni i Hercegowinie, w Federacji Bośni i Hercegowiny, w kantonie bośniacko-podrińskim, w mieście Goražde. W 2013 roku liczyła 1 mieszkańca – Boszniaka.